# Natalija Strohowa
Natalija Jewgeniwna Strohowa (ukrainisch Строгова Наталія Євгенівна, engl. Transkription Nataliya Strohova; * 26. Dezember 1992 in Nerjungri, Russland) ist eine ehemalige ukrainische Leichtathletin, die sich auf den Sprint spezialisiert hat.

## Sportliche Laufbahn
Erste internationale Erfahrungen sammelte Natalija Strohowa im Jahr 2013, als sie bei den U23-Europameisterschaften in Tampere in 23,51 s den sechsten Platz im 200-Meter-Lauf belegte und mit der ukrainischen 4-mal-400-Meter-Staffel mit 3:31,14 min auf den vierten Platz gelangte. Im Jahr darauf schied sie bei den Europameisterschaften in Zürich mit 23,36 s im Halbfinale über 200 Meter aus und belegte mit der 4-mal-100-Meter-Staffel in 43,58 s den fünften Platz. 2015 schied sie bei den Weltmeisterschaften in Peking mit 23,25 s in der ersten Runde über 200 Meter aus und verpasste mit der Staffel mit 43,59 s den Finaleinzug. Im Jahr darauf nahm sie über 200 Meter an den Olympischen Sommerspielen in Rio de Janeiro teil und kam dort mit 23,69 s nicht über die Vorrunde hinaus, woraufhin sie ihre aktive sportliche Karriere im Alter von 23 Jahren beendete.
In den Jahren 2012 und 2016 wurde Strohowa ukrainische Hallenmeisterin im 200-Meter-Lauf.

## Persönliche Bestzeiten
- 100 Meter: 11,41 s (+1,1 m/s), 24. August 2014 in Tampere
  - 60 Meter (Halle): 7,31 s, 13. Februar 2015 in Sumy
- 200 Meter: 23,12 s (+1,7 m/s), 25. Juli 2014 in Kirowohrad
  - 200 Meter (Halle): 23,78 s, 19. Februar 2012 in Sumy